# Bellestar (Noguera)
Bellestar es una entidad de población española del municipio de Penelles, perteneciente a la provincia de Lérida, en la comunidad autónoma de Cataluña.

## Toponimia
El nombre del lugar puede encontrarse referido con las grafías Ballesta y Bellestart.

## Historia
Hacia mediados del siglo XIX, el lugar, por entonces con ayuntamiento propio al que también pertenecían los caseríos de Almasó, Falcons y Torre de Neral, tenía contabilizada una población de 20 habitantes. Aparece descrito en el tercer volumen del Diccionario geográfico-estadístico-histórico de España y sus posesiones de Ultramar de Pascual Madoz de la siguiente manera:

BALLESTA: l. con ayunt., al que corresponden los cas. de Almasó, Falcons, y Torre de Neral, en la prov. de Lérida (5 leg.), part. jud. y oficialato ecl. de Balaguer (2), aud. terr. y c. g. de Cataluña (Barcelona 18 1/2), dióc. de Seo de Urgcl (17): sit. en el estremo N. del llano de Urgel, con libre ventilacion, y clima sano, aunque muy cálido en estio, y húmedo y frio durante el invierno. Tiene 4 casas, dist. entre si, y contigua á una de ellas 1 capilla, donde celebra misa los dias festivos el párroco de Vallvert. Confina el térm. N. Falcons (1/4 leg.), E. Almasó, y Torre de Neral (1/4), S. Cendrosa, y Vallvert (1/2 leg.), y O. Pedris (1/4). Dentro del mismo hay diferentes balsas, cuyas aguas de lluvia utilizan los hab. para su gasto doméstico, y abrevadero de ganados. El terreno es enteramente llano y muy fértil cuando llueve mucho. Los caminos son locales y en buen estado; el correo se recibe por cada interesado en Balaguer; prod.: trigo, cebada, legumbres, hortaliza, y otros frutos; sostiene el ganado mayor y menor necesario para la agricultura; y hay alguna caza de liebres; pobl.: conforme á datos oficiales, 4 vec., 20 alm.: cap. imp. de todo el distrito municipal 51,462 rs.
(Madoz, 1846, p. 337)

En la actualidad pertenece al municipio de Penelles. En 2022 tenía empadronados 0 habitantes.